# Compus de cinci mari rombihexaedre
În geometrie compusul de cinci mari rombihexaedre este un compus poliedric uniform format mari rombihexaedre, cu simetrie icosaedrică (Ih).
Are indicele de compus uniform UC66.

## Mărimi asociate

### Coordonate carteziene
Are același aranjament al vârfurilor cu compusul de cinci cuburi trunchiate ca urmare coordonatele carteziene ale vârfurilor acestui compus sunt toate permutările ciclice ale
{\displaystyle \left(\,\pm (2-{\sqrt {2}}),\,\pm {\sqrt {2}},\,\pm (2-{\sqrt {2}})\,\right)}
{\displaystyle \left(\,\pm \varphi ,\,\pm (\varphi ^{-1}+\varphi ^{-1}{\sqrt {2}}),\,\pm (2\varphi -1+\varphi {\sqrt {2}})\,\right)}
{\displaystyle \left(\,\pm 1,\,\pm (\varphi ^{-2}-\varphi ^{-1}{\sqrt {2}}),\,\pm (\varphi ^{2}+\varphi {\sqrt {2}})\,\right)}
{\displaystyle \left(\,\pm (1+{\sqrt {2}}),\,\pm (-\varphi ^{-2}-{\sqrt {2}}),\,\pm (\varphi ^{2}+{\sqrt {2}})\,\right)}
{\displaystyle \left(\,\pm (\varphi -\varphi {\sqrt {2}}),\,\pm (-\varphi ^{-1}),\,\pm (2\varphi -1+\varphi ^{-1}{\sqrt {2}})\,\right)}
unde {\displaystyle \varphi ={\frac {1+{\sqrt {5}}}{2}}} este secțiunea de aur.

## Colorare
Există unele neclarități cu privire la modul de colorare al fețelor acestui compus poliedric. Deși modalitatea obișnuită de a colora un poligon este de a-i colora întregul interior, acest lucru poate duce la unele zone care formează doar suprafețe în jurul unui spațiu gol. Prin urmare, uneori este folosită ca metodă de colorare mai precisă „colorarea neo”. În colorarea neo, poliedrele orientabile sunt colorate în mod tradițional, dar poliedrele neorientabile au fețele colorate prin metoda modulo 2 (sunt colorate doar zonele cu densitatea impară. În plus, zonele suprapuse ale fețelor coplanare se pot anula reciproc.
| Colorare tradițională | „Colorare neo” |